# 贾森·纳珀
贾森·纳珀（英語：Jason Napper，？—），加拿大男子跳水运动员。他曾代表加拿大参加1994年英联邦运动会跳水比赛，获得男子1米跳板金牌和男子10米跳台铜牌。